# Íjászat

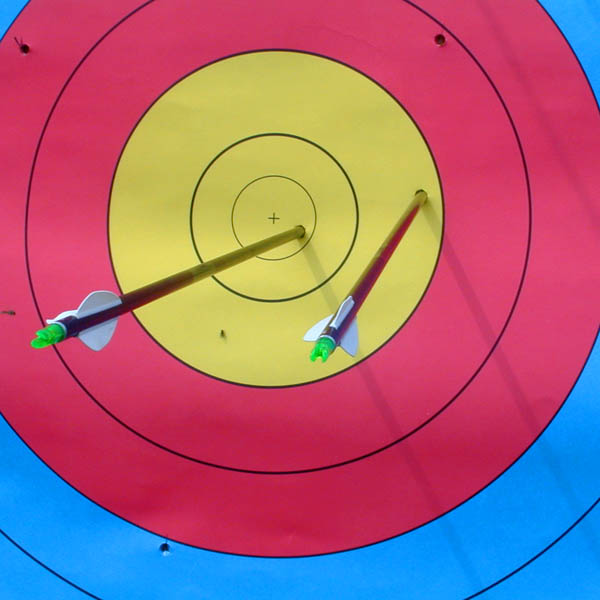
Egy X(10) és egy 9 pontos találat

Az íjászat (nyilazás) a nyílvesszők íjjal való kilövését jelentő tevékenység. A történelem során a vadászat és a hadviselés volt a két legfontosabb alkalmazási területe, napjainkban sportként él tovább.

## Története

### Kezdetek
A legelső íjászatra utaló jelek mintegy 50 000 évvel ezelőttről maradtak fent. Az íjat eleinte feltételezhetően vadászatra használták, és innét került át a fegyveres összecsapásokba. Mint a legfőbb lőfegyver, fokozatosan kiváltotta a hajítólándzsát. Az ókorban Ausztrália kivételével valamennyi kontinensen íjászkodtak, ami jól jelzi fontosságát.

### Ókori íjászat
Az ókori civilizációk, görögök, perzsák, pártusok, szkíták, hunok, indiaiak, kínaiak, hadseregeiben egyaránt fontos volt az íjászok szerepe. A nyílzápor különösen hatékony volt a nagy létszámú alakzatok ellen, az íjászok így gyakran döntő jelentőséggel bírtak a csatában. A lovasíjászat tovább tágította a fegyver alkalmazási körét a gyors mozgás lehetősége miatt. Apollónt, Odüsszeuszt és más mitikus hősöket is gyakran íjjal ábrázolnak.

### Középkori európai íjászat

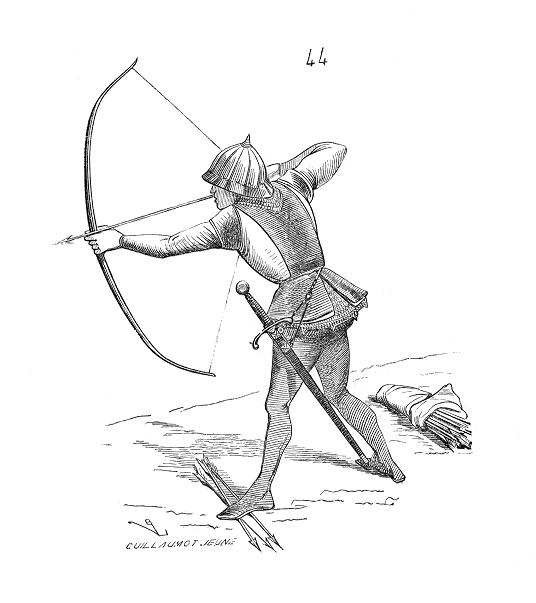
Angol íjász, hosszúíjjal

A kora középkor idején Nyugat-Európában az íjászatnak nem volt akkora szerepe a hadviselésben, mint az a népszerű legendákból kitűnik. Az íjászok gyakran a legrosszabbul fizetett katonák voltak, gyakorta egyszerűen a parasztokból verbuválták őket. Ez főleg az olcsó íjnak és nyílnak volt köszönhető, különösen, ha figyelembe vesszük, ezzel szemben mennyire drága volt egy "hivatásos" katona páncélja és kardja. Az íj ritkán döntötte el a csata kimenetelét, a nemesség "alsóbbrendű fegyvernek" 
vagy játékszernek tekintette. Ezt a nézetet a magyarok számolták fel, akik széleskörűen használva az íjat, jelentős sikereket értek el kalandozásaik során Közép-, Nyugat- és Dél-Európában a 9. és 10. században.
A százéves háború idejére az angolok kitanulták az íjászegységek hatékony alkalmazását, ami harcászati fölényt biztosított számukra az angol hosszúíjaikkal. Az íjászok a szabad parasztság soraiból kerültek ki, és gyermekkoruktól kezdve gyakoroltak. Minden fiú a magasságához illő íjat kapott. Íjászversenyekkel lelkesítették az embereket a fejlődésre.
Csatában két vesszőt lőttek ki, az elsőt egy magas, a másodikat alacsonyabb röppályán. A két vessző egyszerre csapódott be két különböző szögből, igen megnehezítve így az ellene való védekezést.[forrás?] A páncéltörő nyílhegy megjelenése szintén fokozta a vesszők hatékonyságát.
A számszeríj, bár már korábban is létezett, szintén a középkorban terjedt el. Amíg egy íjász kiképzése évekig tartott, a számszeríj kezelését nagyon gyorsan el lehetett sajátítani. Ereje és hatékonysága megegyezett a hosszúíjéval. Legfőbb hátránya, hogy lassabb az újratöltése, ezért ritkábban lehetett vele lőni.
A második lateráni zsinat a kiátkozás terhe mellett megtiltotta az íjak és a számszeríjak használatát keresztények és katolikusok ellen (29. cikkely).

### Magyar íjászat

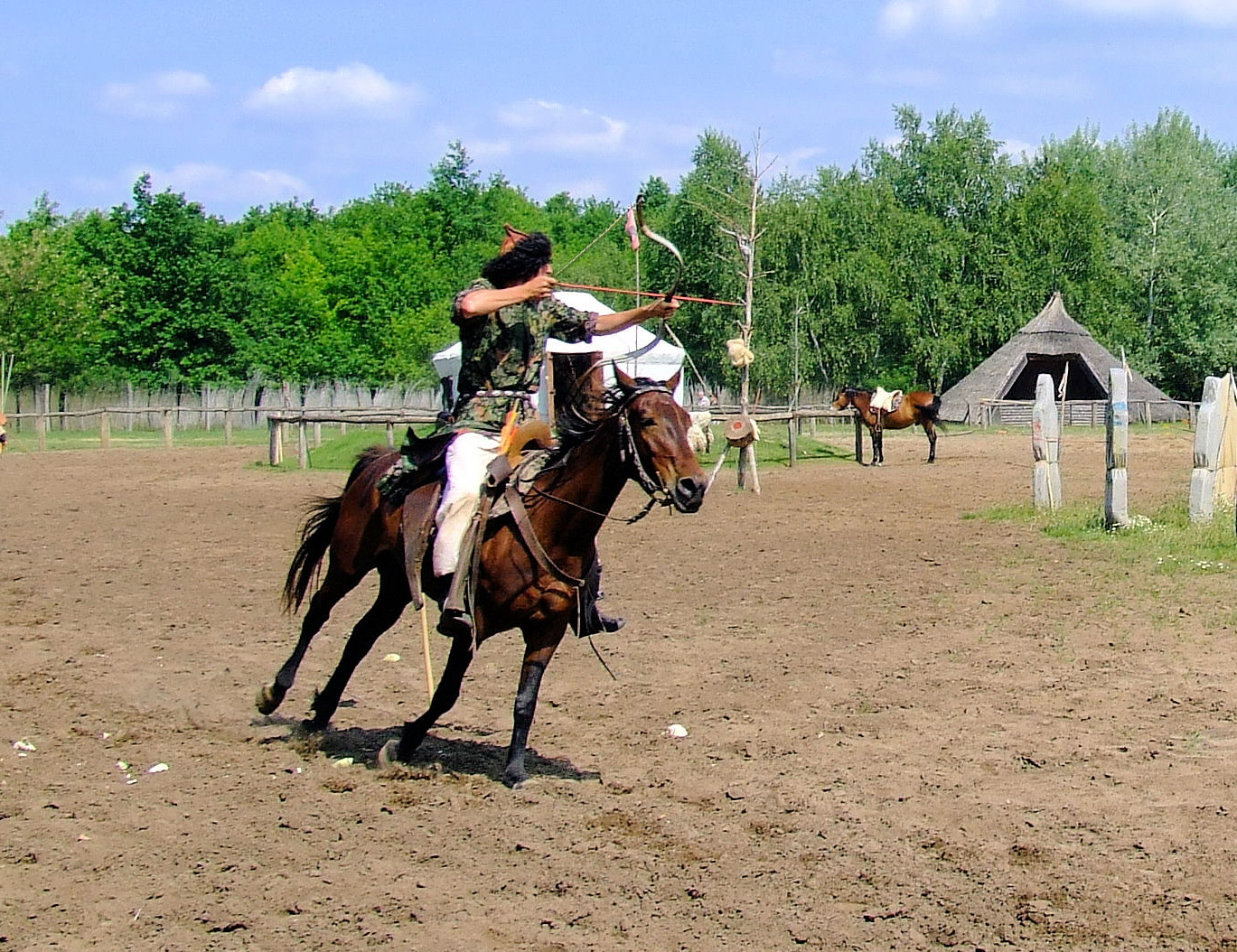
Lovasíjász bemutató Ópusztaszeren

A honfoglalás kori (és annál is korábbi) magyarok a sztyeppei népekhez hasonlóan, életmódjukból fakadóan kiváló lovasíjászok voltak. Ezt tanúsítja a híres középkori fohász is: „A magyarok nyilaitól ments meg, Uram, minket!”. Visszacsapó íjakat használtak. Az íjászat az államalapítás után sem tűnt el Magyarországról. Mindig is voltak könnyűlovas egységek, akik ezt a harcmodort folytatták, például a székelyek és kunok. Az íj egészen a végvári harcok idejéig használatban maradt.
Regino prümi apát írja évkönyvében a magyarokról (908): „…karddal csak keveseket, de sok ezreket ölnek meg nyilaikkal, melyeket olyan ügyesen lőnek ki szaru-íjaikról, hogy lövéseik ellen védekezni alig lehet.”

### Íjász népek

#### Ókor
- Bolgárok
- Örmények
- Pártusok
- Szarmaták
- Szkíták

#### Kora középkor
- Avarok
- Besenyők
- Hunok
- Kazárok
- Kimekek
- Kunok
- Magyarok
- Onogur-bolgárok
- Úzok

#### Késő középkor
- Mongolok
- Törökök
- Walesiek
- Angolok

## Íjászat mint sportág (sportíjászat)

### Olimpiai íjászat
Olimpián első ízben 1900-ban (Párizs) rendeztek íjászversenyt, de 1920 (Antwerpen) után hosszú időre kikerült a műsorból, csak 1972 (München) óta szerepel rendszeresen teljesjogú versenyszámként.
Az olimpiai reflexíjak a viszonylag egyszerű összbenyomás ellenére, – köszönhetően az állandóan fejlődő technikának – igen korszerű sporteszközök. A jobb minőségűek középrésze általában alumíniumból, néha magnéziumból készül. A reflexek anyaga több rétegből laminált fa, szén- és üvegszállal erősített ún. glassfibre lehet. Nevét annak köszönheti, hogy az olimpiákon, kizárólag ilyen íjakkal lehet versenyezni. Működésének lényege a két reflex megfeszítése által keltett energia leadása. Ellentétben a csigás íjakkal, itt az energia tárolására semmiféle technikai „huncutságra” nem számíthatunk, itt kizárólag az íjat megfeszítő íjász fizikai és mentális felkészültségének függvénye a várható eredmény az oldás után.

### Technika
- Beállás

A lőállásban úgy helyezkedünk el, hogy lábainkkal kb. a vállszélességünknek megfelelő terpeszállást veszünk fel. A lőlaphoz képest merőlegesen állunk, tehát a sárga nyíl mutat a céltábla felé. Egyik lábunk a lővonal  előtt a másik pedig mögötte helyezkedik el.
- Kihúzás, rögzítés, célzás

A három ujjat az idegre helyezzük. A mutatóujjat a nyílvessző fölé, a másik kettőt alá. Könyökünket vízszintesen tartva a váll- és a hátizmaink segítségével az ideget lassan hátrahúzzuk, majd az orr és az ajkak középvonalában rögzítjük úgy, hogy hüvelykujjunk az állcsontunkhoz támaszkodjon. Közben az irányzékot megpróbáljuk folyamatosan a céltábla közepén tartani. A kattintó helyes beállítása nagyon fontos, hiszen ettől függ, hogy a számunkra egyéni anatómiai adottságainkból adódó optimális vessző-, illetve húzáshosszal lövünk-e vagy sem.
- Oldás és nyomonkövetés

A hátizom összehúzásával ellazítjuk az ideget tartó ujjakat, ezzel mintegy engedve, hogy az ideg ujjainkról szinte legördüljön. Óvakodjunk mindenféle rántó, csavaró mozdulattól. Hagyjuk, hogy az oldáskor felszabadult energiák következtében az íj lazán tartott ujjainkból előre ugorjon, és a stabilizátor súlyok hatására lassan tehetetlenül előre forduljon. Eközben az oldó kéz lassan, és lazán hátrafelé a nyak irányába mozdul. Mindaddig ebben a helyzetben maradunk, amíg a vessző a céltáblába csapódik.
- Leajzás

Az olimpiai íjakat használat után „le kell idegelni”, azaz a reflexek meghajlítása után az ideget ki kell akasztani a fülekből, és az íjat szét kell szedni. Így a reflexek pihennek, és az íj könnyen szállítható.
- Tartozékok
  - Irányzék
  - Kattintó
  - Berger
  - Kifutó
  - V-bar
  - Stabilizátor
  - Oldal stabilizátor
  - Különböző súlyok
  - T léc
  - Wax
  - csuklószíj
  - ujjhurok
  - mellvédő

### A védőfelszerelés
- Alkarvédő: arra való, hogy a visszacsapódó ideg ne okozzon sérülést az alkaron. Ez így elméletben nem tűnhet komoly veszélynek, de az ideg komoly sérüléseket tud okozni. Esetenként a védő lehet egészen vállig érő.
- Y védőkesztyű: tradicionális íjakhoz használt segédeszköz. Arra való, hogy a kilőtt nyílvessző ne sértse fel a kézbőrt. Viszont, ha a göbmagasság jól van beállítva, és a vessző kifutása mindig ugyanarról a pontról történik, a tollak nem vágják meg az ember kezét.
- Háromujjú kesztyű: Ez a segédeszköz arra szolgál, hogy az ideget húzó kéz ne sérüljön meg a sok lövéstől. Védi az ujjbegyeket, így hosszabb időn keresztül tudunk fájdalommentesen lőni.
- Tab vagy mancs: célja ugyanaz, mint a háromujjú kesztyűnek, ugyanakkor a tabról sokkal simábban megy el az ideg, a tab nem gyűrődik, nem csúszkál el feszítés közben. Több változata van a simától a távtartóson át az álltámaszosig, a mediterrán húzáshoz valótól az aláfogásosig.

Fontos tartozék ugyanakkor a tegez vagy a céltábla.

## A művészetben
Antoine Bourdelle francia szobrász 1908- 1909-ben alkotta meg a Heraklesz az íjász című szobra hatással volt a magyar Kisfaludi Strobl Zsigmond Íjász című szobrára, amelynek eredetije a Városligetben a Műjégpálya előtt áll, kisebb méretű másolata pedig a Délibáb utcában található.

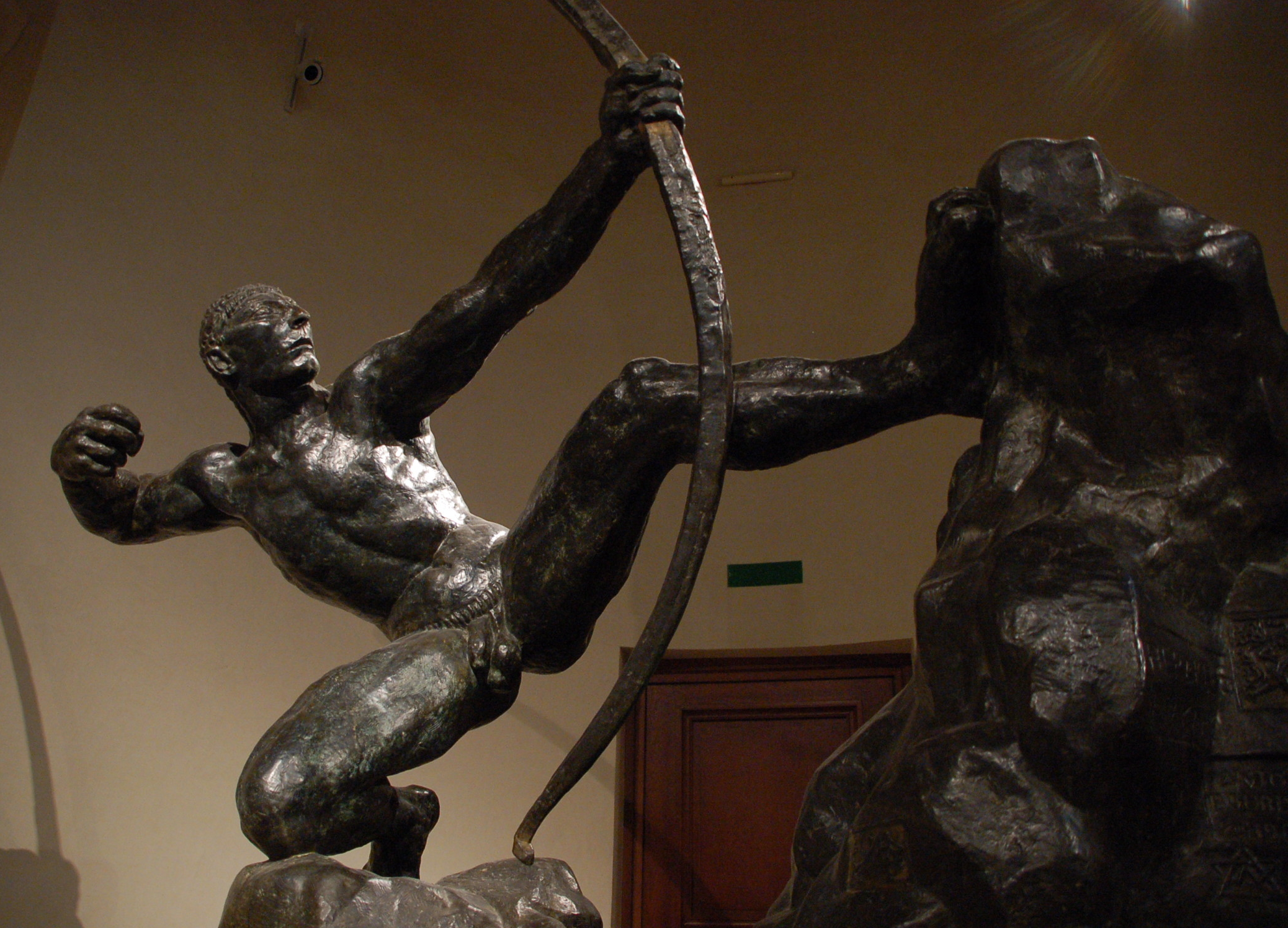
Herakész, az íjász - Antoine Bourdelle szobra